# Бернар, Эмиль
Эми́ль Берна́р (фр. Émile Bernard, 28 апреля 1868, Лилль — 16 апреля 1941, Париж) — французский художник-неоимпрессионист, один из теоретиков символизма в искусстве. Друг и единомышленник Поля Гогена, единственный ученик Поля Сезанна.

## Жизнь и творчество

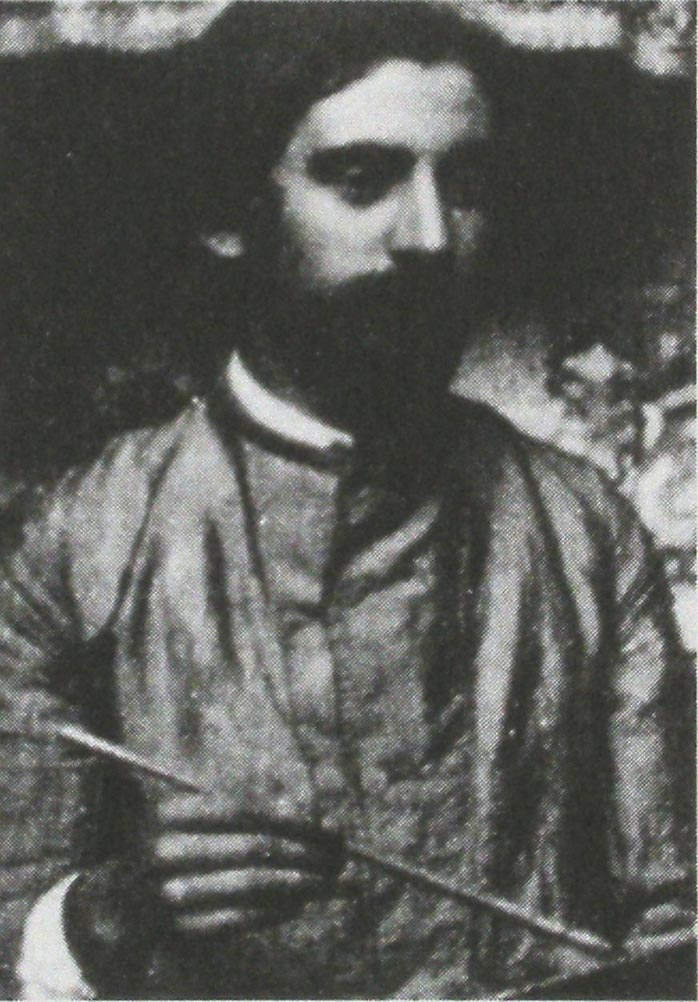
Эмиль Бернар, 1887 год.

Эмиль Бернар родился в Лилле в 1868 году. Жил у своей бабушки, которая владела прачечной. Семья переехала в Париж в 1878 году, где Эмиль учился в коллеже Сент-Барб. В 1886 году поступает учиться живописи в парижское художественное ателье Фернана Кормона, где знакомится с Тулуз-Лотреком и ван Гогом. В том же году изгоняется из ателье «за упрямство». В 1886—1888 годах живёт в Понт-Авене, где присоединяется к художественной группе Понт-Авен и становится другом Гогена. Здесь же, в 1887 году, совместно с Луи Анкетеном, разрабатывает клуазонистский стиль живописи, заключающийся в использовании разделяющих различные цвета контуров рисунка.
В 1890 году Эмиль Бернар переживает религиозный кризис, после чего мастер обращается к предметам и сюжетам средневекового искусства. В 1891 году разрывает дружбу с Гогеном и присоединяется к символистской группе Одилона Редона и Фердинанда Ходлера, в этом же году становится членом группы Наби.
В 1893—1903 годах путешествует по Египту, Италии и Испании. В эти годы создаёт по большей части религиозные и символистские полотна. Вернулся в Париж в 1904 году и оставался там до конца своей жизни. Он преподавал в Школе изящных искусств.
Является автором единственного дореволюционного портрета Ленина, написанного в 1910 году. Этот «неканонический» портрет был преподнесён в дар СССР главой шведской компании «Юнсон» и с тех пор хранился в Центральном музее В. И. Ленина в Москве.
Бернар, являясь одним из значительнейших мастеров группы Понт-Авен, в начале своего творчества склонялся к примитивизму, в конце жизни копирует полотна венецианских мастеров — столь широким оказался разброс его художественных увлечений. В то же время творчество Бернара оказало решающее влияние на работы Пабло Пикассо в его «голубой период». Длительные дружеские отношения Бернара с Ван Гогом, Гогеном и Сезанном оставили после себя весьма ценную для исследователей творчества художников переписку, проливающую свет на образ мышления и чувствования великих мастеров живописи. В частности, в письмах Сезанна Бернару раскрываются особенности творческого метода выдающегося художника, позволяющего понять истоки кубизма. Их фрагменты опубликованы в русском переводе П.П. Кончаловского .
Эмиль Бернар публикует стихи под псевдонимом «Жан Дорсал». В предисловии к сборнику «Волшебный свет» (La Lumière mythique) размещено письмо французского поэта Гийома Аполлинера, который искренне восхищается поэтическим талантом автора — «В поисках метафоры, касающейся вашего поэтического искусства, я обнаружил, что каждый из ваших стихов — это луч солнца. Со времен Ренессанса мы не видели более совершенного человека. Я поклонник ученого, художника и поэта Эмиля Бернара и Жана Дорсала».
В Бретани не менее пяти улиц названы в честь художника Эмиля Бернара.

## Избранные полотна

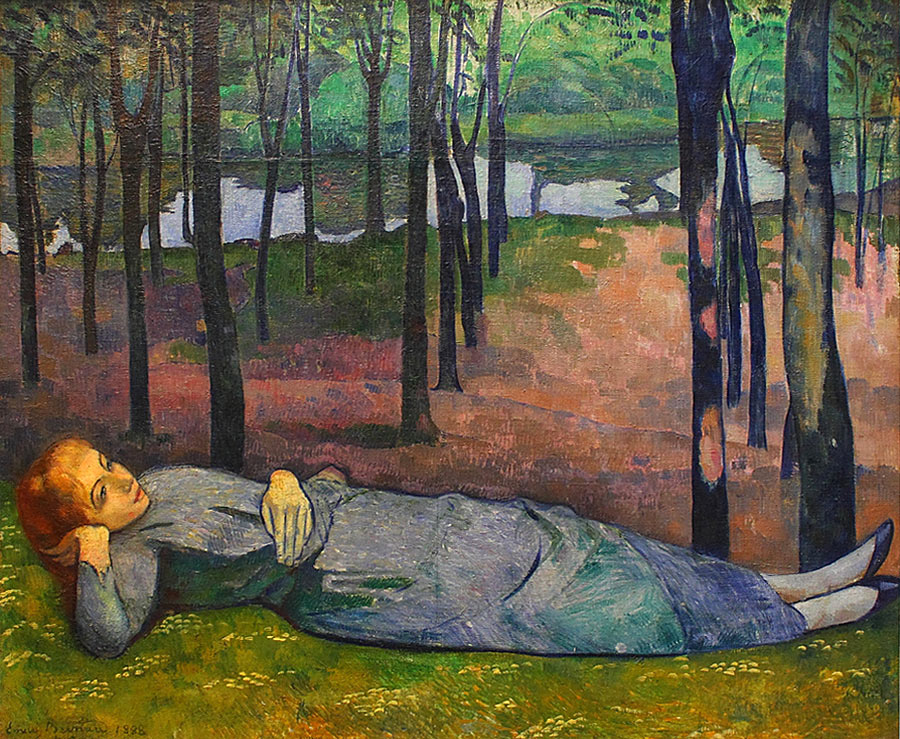
1888 — «Мадлен в Лесу Любви», Париж, частное собрание
- 1893 — «Погребение ван Гога», Париж, собрание Бернар-Фор
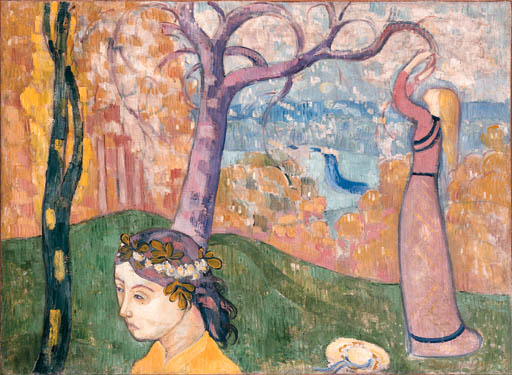
1897 — «Испанские музыканты», Париж, собрание Б. А. Реччи  - «Мадлен в Лесу Любви», 1888                                                   Париж, музей Орсе
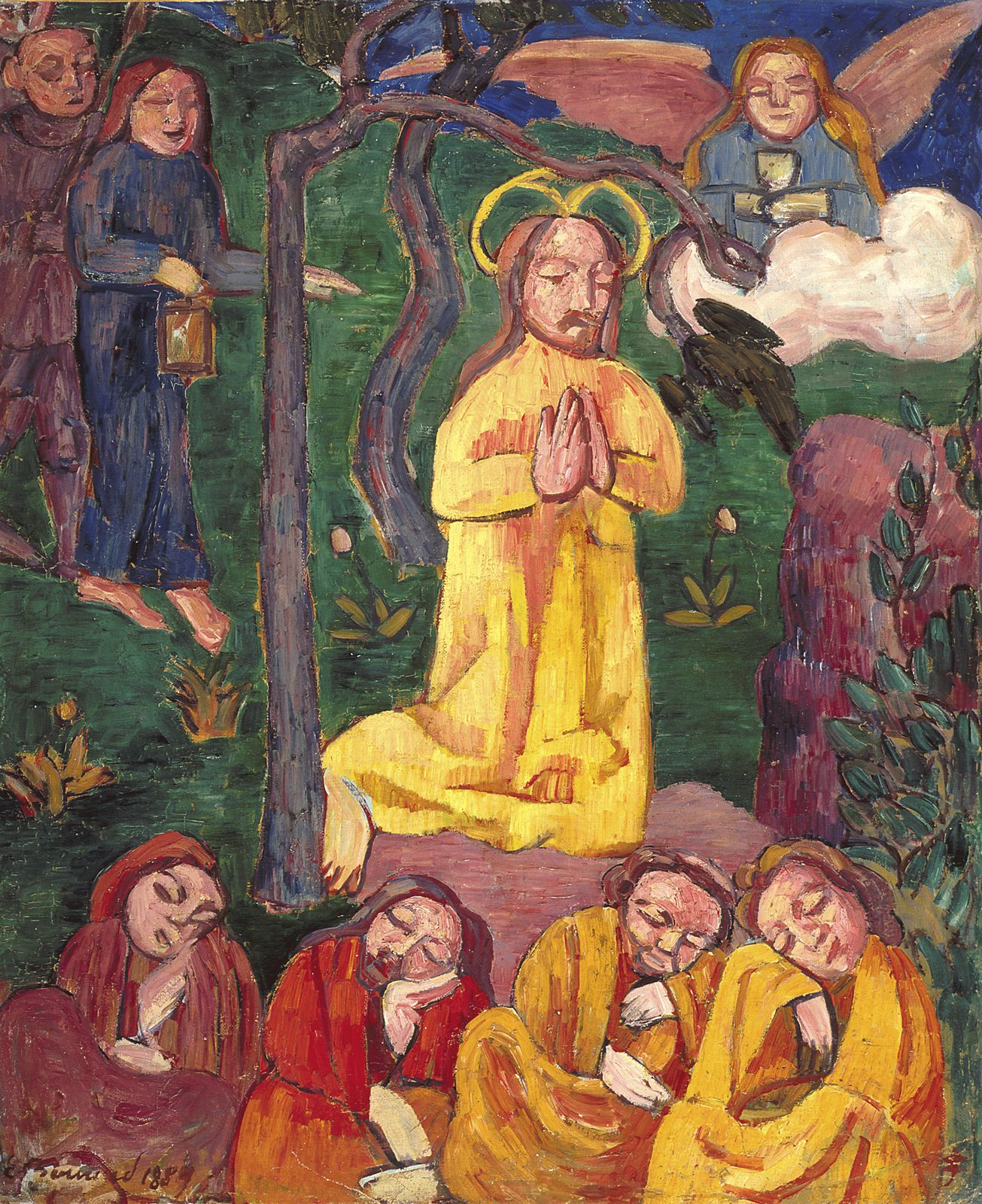
Желтый Христос, 1889 холст, масло, Художественный музей Индианаполиса
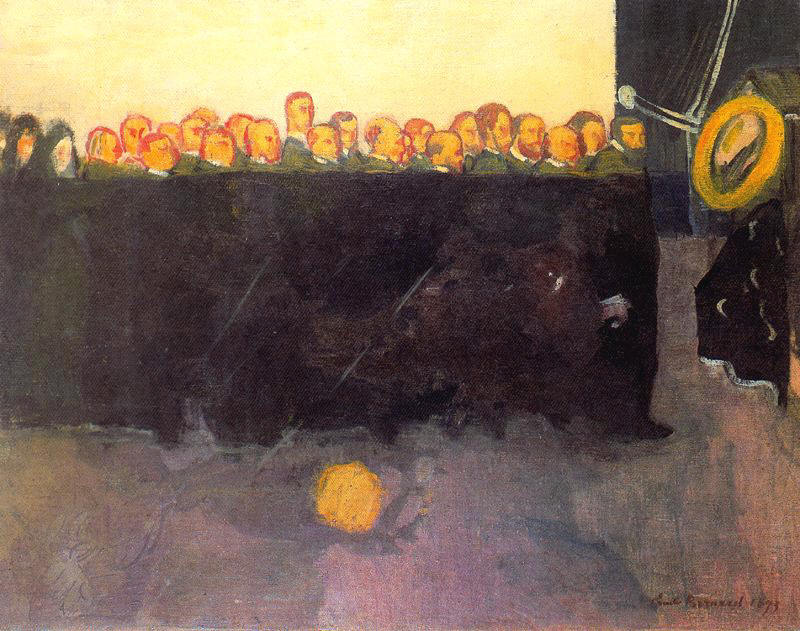
«Погребение ван Гога», 1893 Париж, собрание Бернар-Фор
  - «Мадлен в Лесу Любви», 1892                                                    Париж, частное собрание
  - Желтый Христос, 1889                                                           холст, масло,                                                                     Художественный музей Индианаполиса
  - «Погребение ван Гога», 1893                                                       Париж, собрание Бернар-Фор